# Qurayn Abu al Bawl
Il Qurayn Abu al Bawl (o anche Gurain al Balbul, Gurain al Bâlbûl, Qurain Abul Bul, Qurayn Aba al Bawl, Qurayn Abā al Bawl, Tuwayyir al Hamir o Al Galail), ad una quota di 103 m s.l.m. è il rilievo più alto del Qatar.  

## Etimologia
La collina si chiama in arabo قرين أبو البول . "Qurayn" è interscambiabile con "Qarn", un termine che in arabo che indica grossomodo una collinetta sabbiosa e poco ripida. La seconda parte del nome, traslitterabile in "Abu al Bawl" o in "Balboul", fu scelta perché tradizionalmente la collina viene ritenuta di una forma simile a quella di un tradizionale giocattolo chiamato appunto ‘’balboul’’.